# Groot Vleeshuis

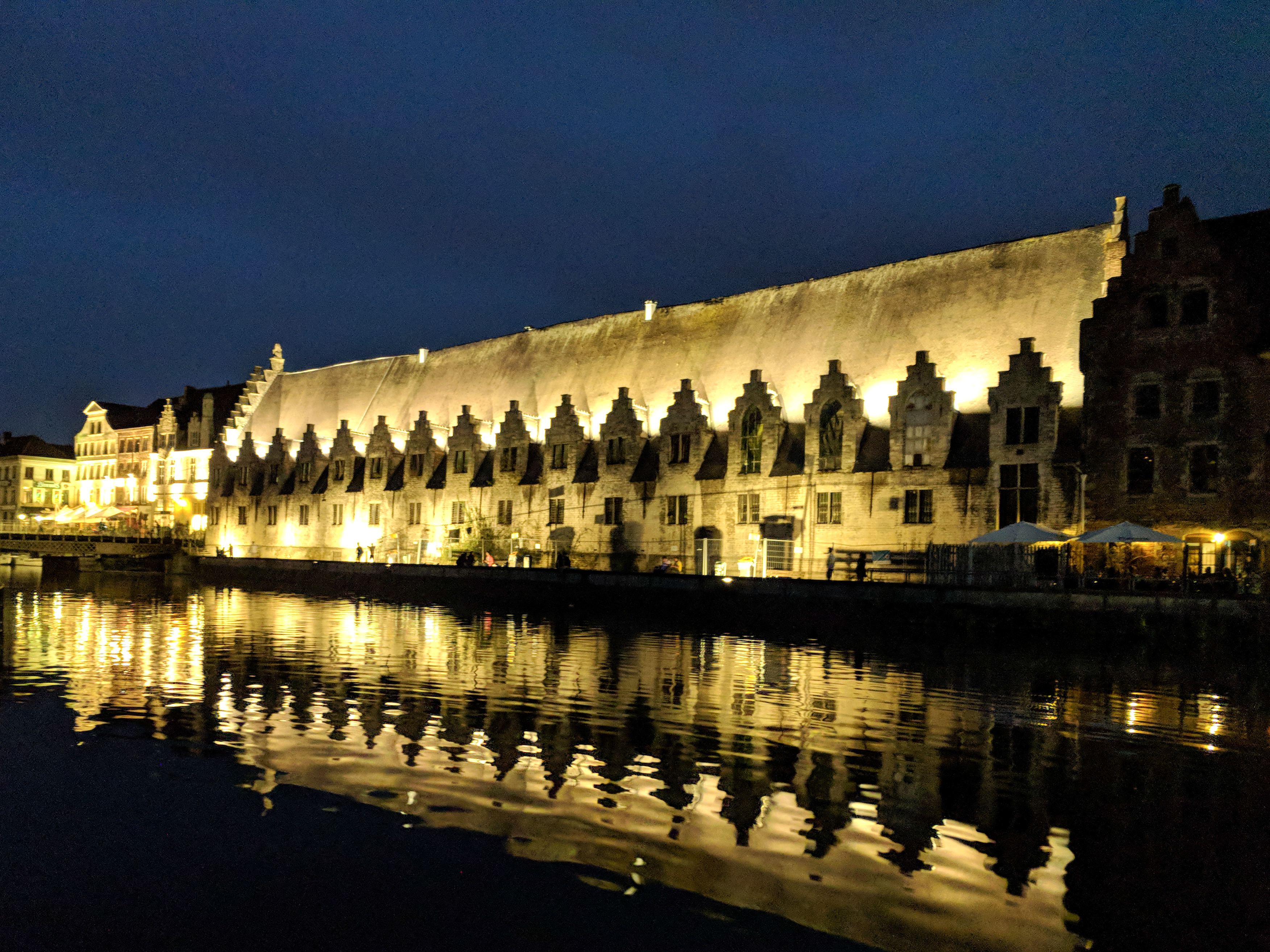
Het Groot Vleeshuis

Het Groot Vleeshuis is een gotisch gebouw uit 1408-1417 in Gent. Eeuwenlang was het de overdekte markt en het gildehuis van het beenhouwersambacht.

## Geschiedenis
De verkoop van vlees werd in de middeleeuwen in vleeshallen of vleeshuizen gecentraliseerd om de verkoop van vlees te controleren. De thuisverkoop van vlees was verboden. Elke middeleeuwse stad had een of meer vleeshuizen. In Gent had men in de late middeleeuwen een Groot Vleeshuis aan de Vismarkt (nu Groentenmarkt) en een Klein Vleeshuis nabij de Brabantpoort. Het Klein Vleeshuis bestond vermoedelijk reeds in de 14e eeuw. Het Groot Vleeshuis was meer centraal gelegen en werd reeds genoemd in de stadsrekeningen van het jaar 1332-1333. Het moet toen al vele jaren bestaan hebben, want een eerste vermelding van het vleeshuis zou dateren uit 1251. Het oudste vleeshuis was niet te vergelijken met het huidige gebouw. Het was een houten huis dat heel wat kleiner was en dat niet tot aan de Vleeshuisbrug reikte. Tussen deze brug en het oudste Vleeshuis was er een aanlegplaats om de vis vanaf de Leie naar de Vismarkt te kunnen lossen. De Groentenmarkt was tot 1690 de centrale visaanvoerplaats van Gent.

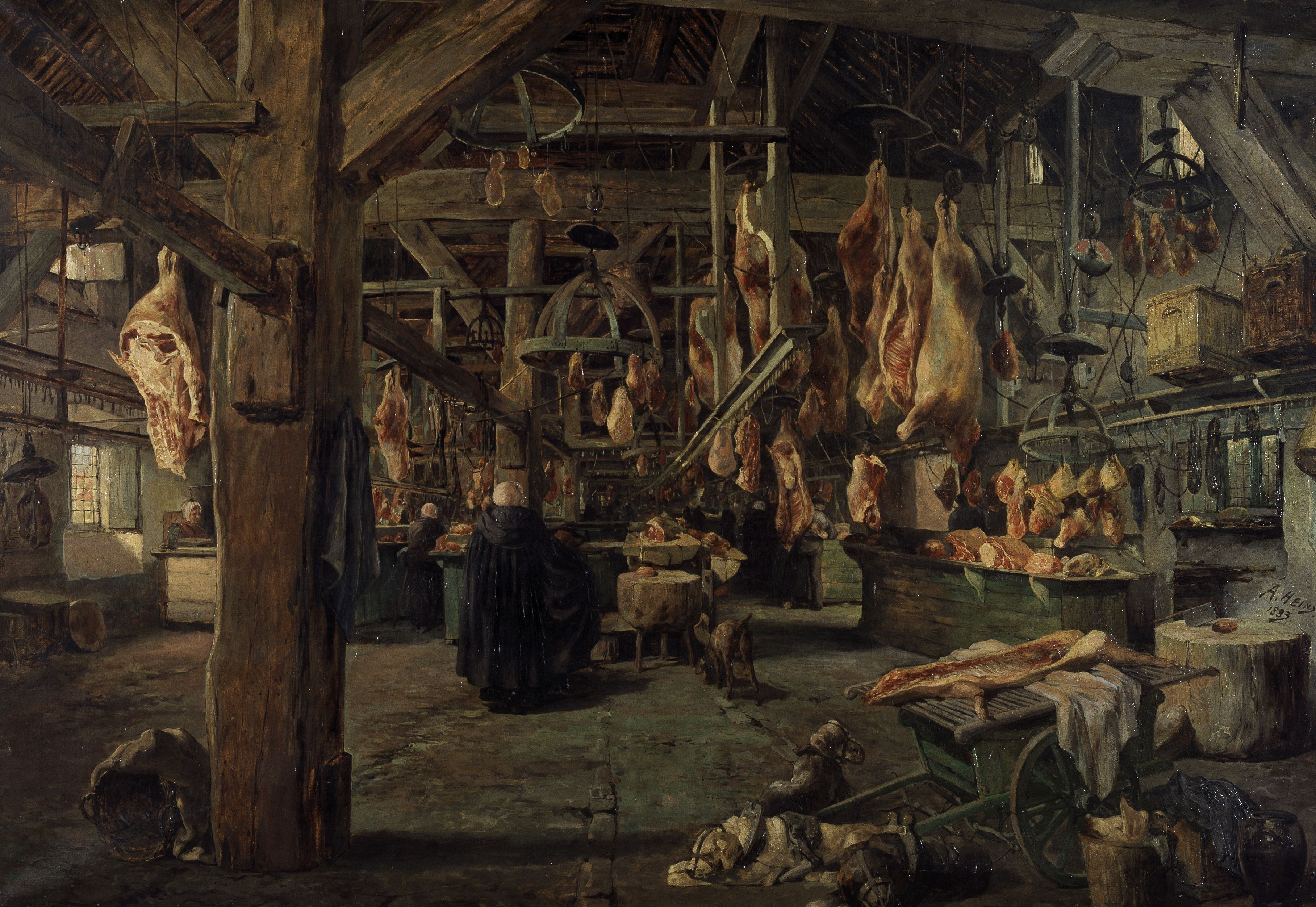
Interieur van het Groot Vleeshuis geschilderd door Armand Heins (1883)

Rond 1400 was dat houten vleeshuis sterk vervallen. De vleeshouwers lieten de stadsbouwmeester Gillis de Suttere vanaf 1407 een nieuw gebouw optrekken, dat groot genoeg was om aan elk lid van het grote ambacht een eigen vleesbank te verpachten. Tussen 1446 en 1448 werden het gebouw in zuidwestelijke richting verlengd met drie traveeën voor een kapel met vergaderzaal, gewijd aan Sint-Hubertus. Om de visaanvoer te kunnen blijven garanderen werden er onder het vleeshuis vier kanalen gemetseld. De platte visschuiten konden zoals voorheen vanuit de Leie rechtstreeks de Vismarkt bereiken. De gewelven van deze doorsteken zijn aan de zijde van de Leie nog goed zichtbaar. In 1543 werden zestien penshuisjes aangebouwd. In deze winkeltjes werden ingewanden, darmvet en andere resten van slachtdieren naast pluimvee verkocht, wat niet toegelaten was in het vleeshuis.
Het Groot Vleeshuis kwam op het eind van de 19e eeuw leeg te staan door de bouw van een nieuw vleeshuis naast de Vismijn aan het Sint-Veerleplein. Vanaf het einde van de 19e eeuw mocht het vlees ook thuis worden verkocht. Met het oog op de wereldtentoonstelling van 1913 besloot men het Groot Vleeshuis en de penshuisjes te restaureren in de toestand van vóór 1744, naar plannen van architect Van Hamme. Het Groot Vleeshuis kreeg diverse nieuwe bestemmingen, waaronder een markt voor fruit en groenten, post- en telegraafkantoor, parkeergarage en gedeeltelijke vishandel. Het unieke hallengebouw werd in 1943 beschermd als monument en eind de jaren '90 aan een algemene restauratie onderworpen. Het gebouw werd tot 2021 gebruikt als promotiecentrum voor Oost-Vlaamse streekproducten (het centrum verhuisde naar het Gouden Leeuwplein onder de naam OOOST).
In 2023 ontstond commotie toen de stad Gent plannen bekendmaakte om het Groot Vleeshuis te restaureren en er een fietsenstalling in te richten. Experten noemden het een "lichte ingreep" die nauwelijks verbouwingen vergde en die ook voor vrije toegang tot het gebouw zorgde. Vlaams minister van Erfgoed Matthias Diependaele betreurde de beslissing en had een invulling gewild die dichter bij de "originele functie" lag.
In augustus 2024 startte de renovatie die twee jaar moet duren, voor € 6 miljoen van de Stad Gent en € 600.000 Vlaamse subsidie. Er komt een fietsenstalling en een infopunt, en het sanitair wordt vernieuwd.

## Muurschildering
In de voormalige Sint-Hubertuskapel van het Groot Vleeshuis, boven de plek waar zich oorspronkelijk het altaar bevond, is een 15e-eeuwse muurschildering bewaard, toegeschreven aan de stadsschilder Nabur Martins. Hij maakte dit werk in 1448 in opdracht van het beenhouwersambacht. Het toont een Aanbidding van Christus, die iconografisch verband houdt met werk van Robert Campin. Diverse prominenten zijn te herkennen aan hun wapenschilden: beenhouwersdeken Jacob de Ketelboetere (vermoedelijk), hertog Filips de Goede, hertogin Isabella van Portugal, hun zoon Karel de Stoute en Adolf van Kleef. Zo drukte het machtige beenhouwersambacht zijn band uit met de Bourgondische dynastie. De schildering is herhaaldelijk gerestaureerd. Van kunsthistorisch belang is het gebruik van olieverf, decennia vóór de Andrea Mantegna en Leonardo da Vinci daarmee experimenteerden in Italiaanse muurschilderingen.

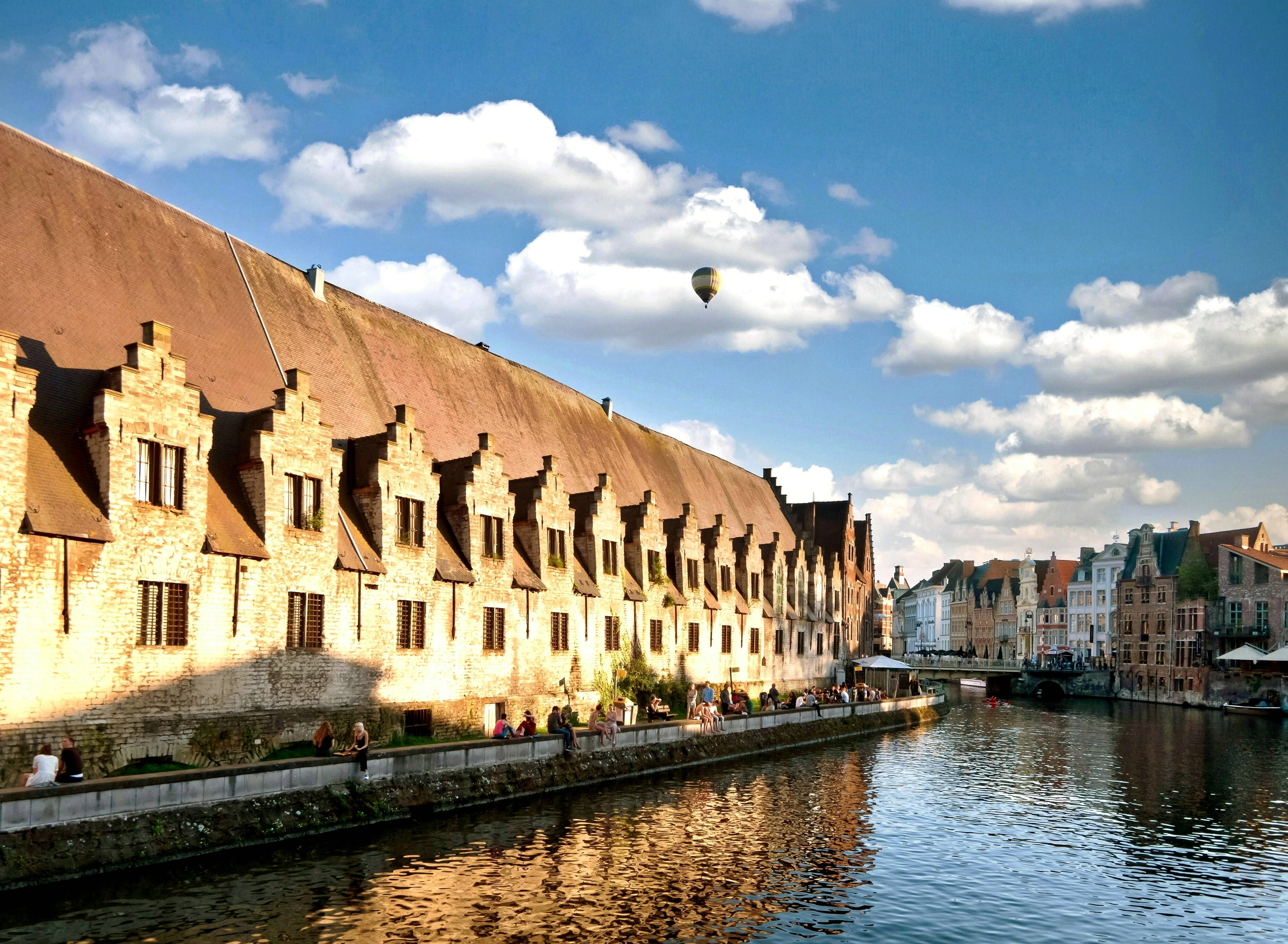
Achterzijde aan de Leie met de doorsteken
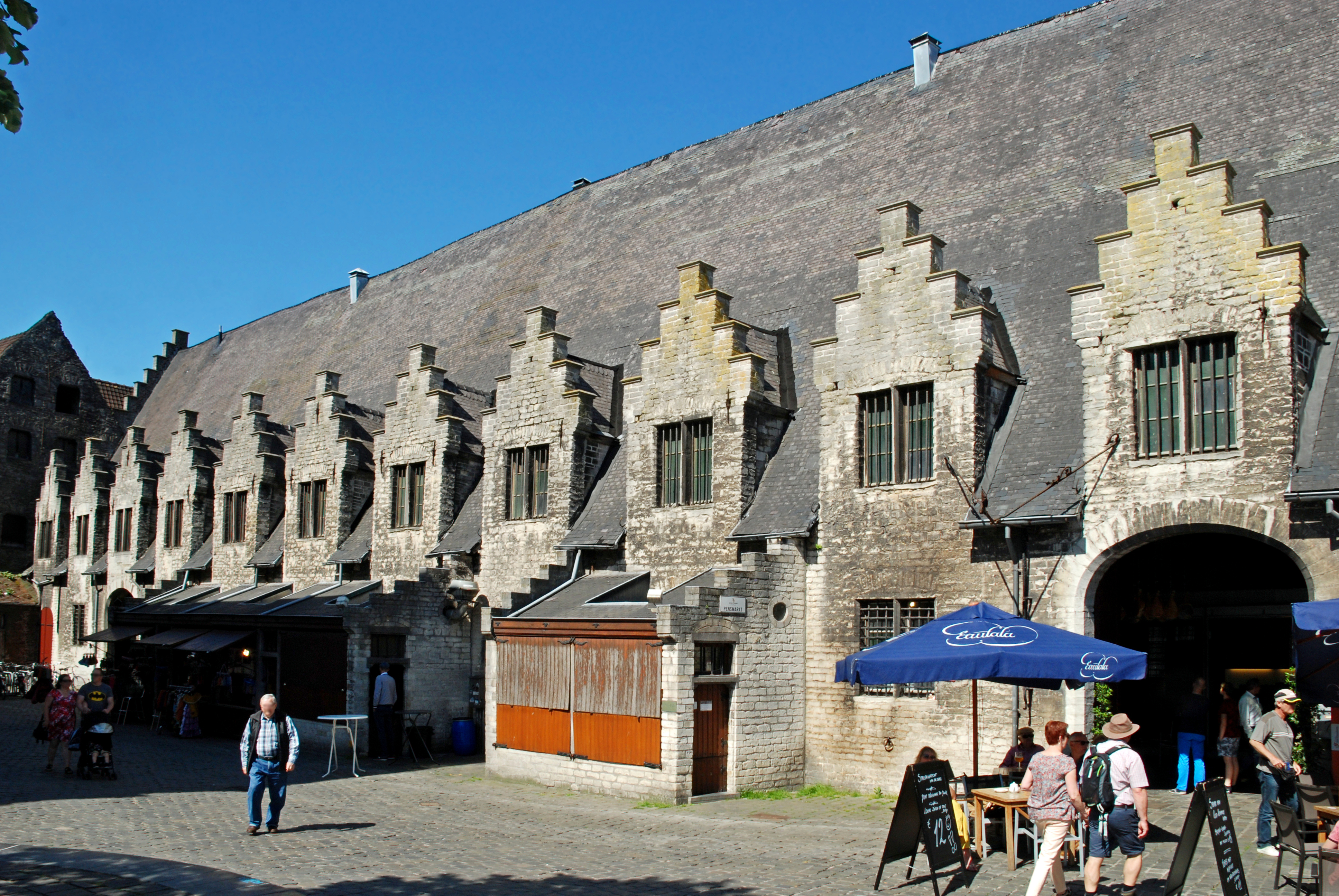
Kant Groentenmarkt
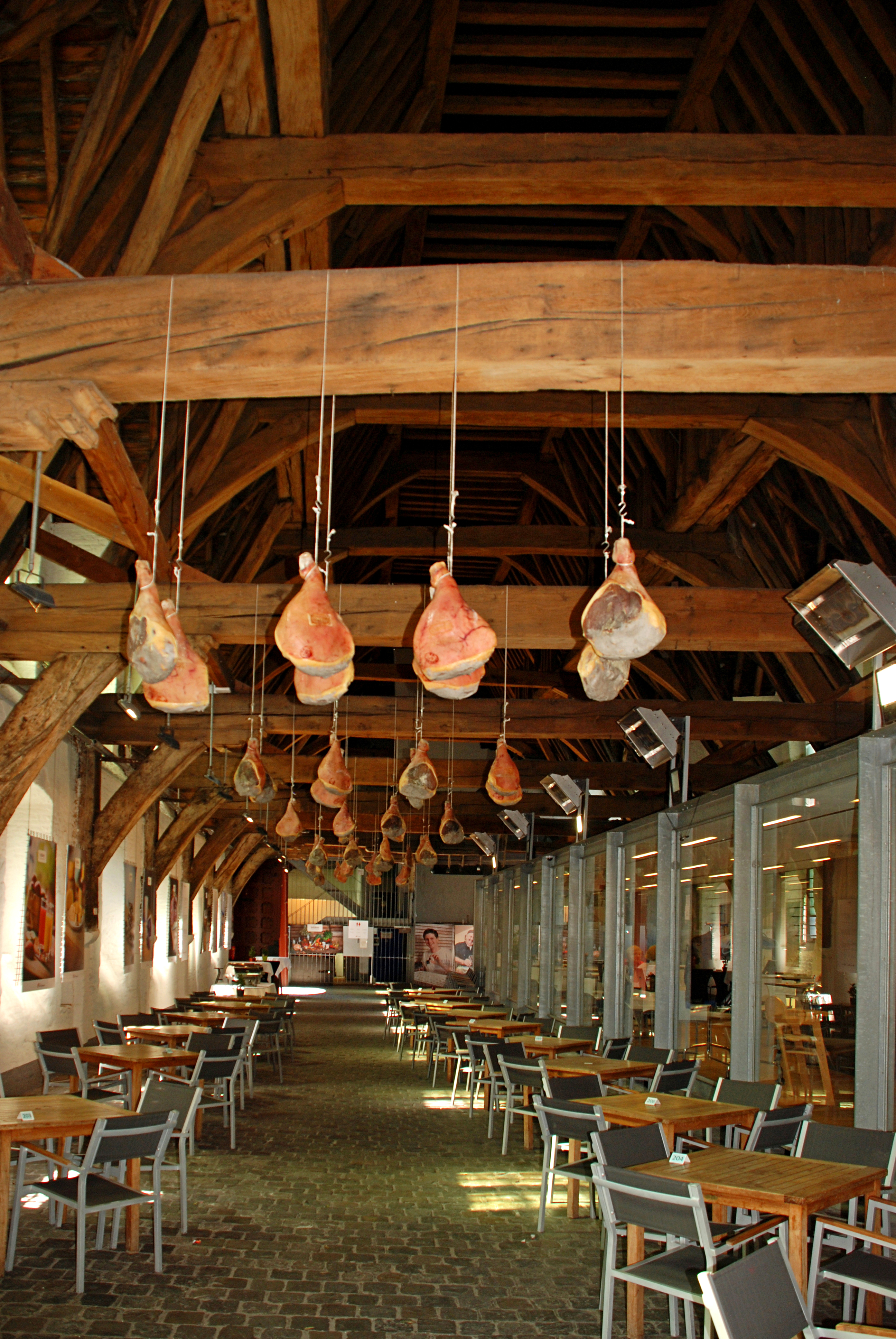
Interieur
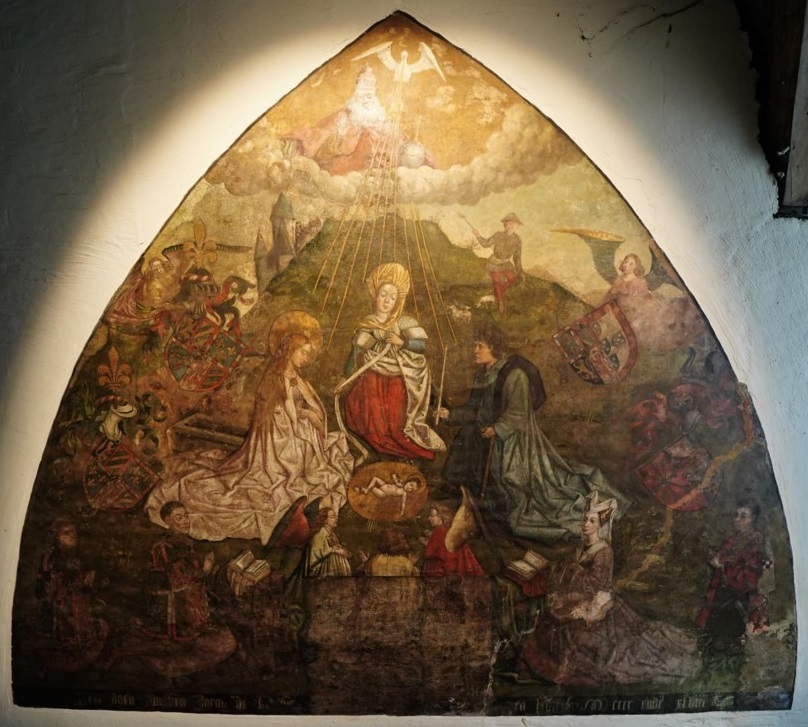
Muurschildering
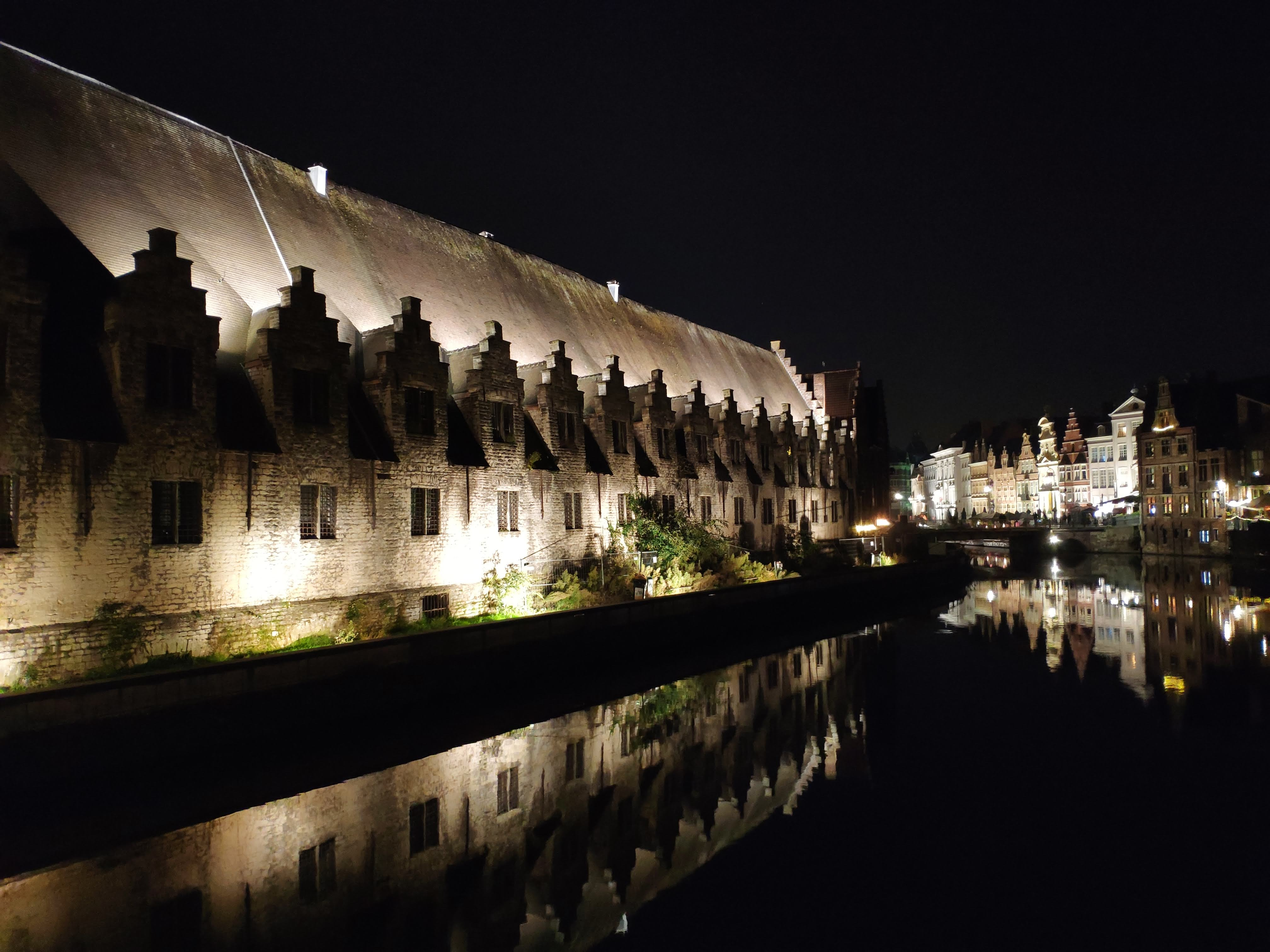
Nachtfoto van Het Groot Vleeshuis